# アシュトン・ホームズ
アシュトン・ホームズ（Ashton Holmes,  1978年2月17日 - ）は、アメリカ合衆国の俳優である。

## 来歴
1978年にニューヨーク州オールバニに生まれる。6歳の頃から演劇のレッスンを受け、子役として地元オールバニの舞台等へ出演。またローカル紙にモデルとして活動したこともある。その後、ニューヨークにあるNew York State Theater Instituteへインターンとしても参加し、演技を学んでいった。2002年に『One Life to Live』というタイトルのソープオペラでテレビデビュー。2005年にはデヴィッド・クローネンバーグ監督の『ヒストリー・オブ・バイオレンス』で映画デビューも果たした。その後もテレビや映画で着実にキャリアを重ねており、2007年のジョージ・クルーニー、スティーヴン・ソダーバーグらが製作総指揮を務めた『デス・ロード 染血』ではエミリー・ブラントと共にメインキャストを演じている。

## 出演作品

### 映画
- ヒストリー・オブ・バイオレンス A History of Violence (2005)
- Peaceful Warrior (2006)
- デス・ロード 染血 Wind Chill (2007)
- Normal Adolescent Behavior (2007)
- ジャームス 狂気の秘密 What We Do Is Secret (2007)
- 賢く生きる恋のレシピ Smart People (2008)
- ディヴァイド The Divide (2011)
- Cold Turkey (2013)
- Only Human (2014)
- アクト・オブ・バイオレンス Acts of Violence (2018)

### テレビドラマ
- One Life to Live (2002)
- LAW & ORDER:性犯罪特捜班 Law & Order: Special Victims Unit (2003)
- コールドケース 迷宮事件簿 Cold Case (2004)
- ゴースト 〜天国からのささやき Ghost Whisperer (2005)
- ボストン・リーガル Boston Legal (2006)
- NUMBERS 天才数学者の事件ファイル Numb3rs (2008)
- LAW & ORDER:犯罪心理捜査班 Law & Order: Criminal Intent (2009)
- Dr.HOUSE House M.D. (2009)
- CSI:科学捜査班 CSI: Crime Scene Investigation (2009)
- ザ・パシフィック The Pacific (2010)
- ニキータ Nikita (2010 - 2011)
- ライ・トゥ・ミー 嘘は真実を語る Lie to Me (2011)
- リベンジ Revenge (2011 - 2012)
- スーパーナチュラル Supernatural (2013)
- クリミナル・マインド FBI行動分析課 Criminal Minds (2014)